# اللجنة الوطنية للإغاثة والأغذية

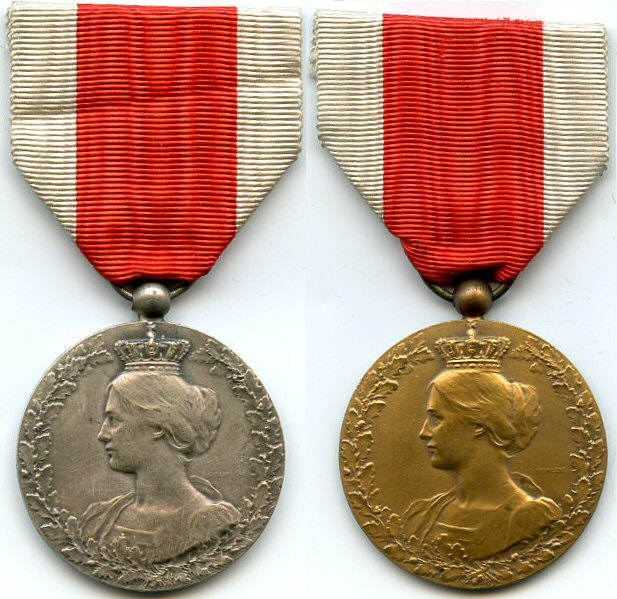

كانت اللجنة الوطنية للإغاثة والتغذية مؤسسة خيرية، أنشئت عام 1914؛ لتوزيع المساعدات الإنسانية على المدنيين في بلجيكا المحتلة خلال الحرب العالمية الأولى. كان يرأسها الممول البلجيكي إميل فرانكو. وقد عملت اللجنة الوطنية للإغاثة والتغذية، كشبكة تم من خلالها توزيع المساعدات التي جمعتها لجنة الإغاثة في بلجيكا (BRC) في بلجيكا نفسها.
قبل اندلاع الحرب العالمية الأولى، قدمت بلجيكا 75٪ من الإمداد الغذائي للخارج. مع الغزو الألماني في غسطس 1914، توقفت الواردات وتزايدت الأزمة الاقتصادية الناجمة عن الاحتلال بسرعة مع تضاؤل توفر الغذاء.